# Bernardo III di Besalú
Bernardo, Bernard in francese, Bernat in catalano, Bernardo in spagnolo, in portoghese e in galiziano, Bernardus in latino (1065 circa – 1111), fu l'ultimo conte indipendente di Besalú, dal 1100 e di Osona, dal 1107 alla sua morte.

## Origine
Bernardo, secondo il documento n° 237 della Histoire générale de Languedoc avec des notes et les pièces justificatives, tome V, era il figlio del Conte di Besalú, Guglielmo II e di Stefania di Provenza, che, secondo lo storico e genealogista, ungherese, Szabolcs de Vajay, nel suo La Provence Historique, Tome XII (non consultato), era figlia del conte Goffredo I di Provenza e di Stefania o Dolce, viscontessa di Marsiglia, figlia del visconte di Marsiglia, Guglielmo II.

Guglielmo II di Besalú, secondo il Gesta Comitum Barchinonensium, era il figlio maschio primogenito del Conte di Besalú, Guglielmo I e, come ci viene confermato dal documento n° 237 della Histoire générale de Languedoc avec des notes et les pièces justificatives, tome V di Adelaide (o Gerberga) di Provenza ( † dopo il 1036), di cui non si conoscono gli ascendenti.

## Biografia
suo padre, Guglielmo II, aveva un carattere irritabile e intransigente, che gli fecero guadagnare il soprannome il Tuono, e lo fecero questionare col vescovo di Girona ed avere rapporti conflittuali coi suoi feudatari che, verso il 1066, col consenso dello zio (il fratello di suo padre), Bernardo, lo assassinarono.

Suo zio, Bernardo, che già collaborava nel governo della contea, succedette a suo padre come Bernardo II, anche perché Bernardo aveva circa un anno.
Nel 1085, suo zio, Bernardo II associo Bernardo, come Bernardo III, al governo della contea.
Secondo il documento n° MMCCV della Colección diplomática del Condado de Besalú, Tome XV, datato 1087, Bernardo III, citato col titolo di conte (comitem Bisinduni nomine Bernardum), raggiunse un accordo col fratello, Goffredo (fratrem eius Gauzfredum).
Nel 1090, secondo il documento n° MMCCVII della Colección diplomática del Condado de Besalú, Tome XV, datato 1087, Bernardo III (Bernardo comite filius qui fuisti Stephanies comitisse), ricevette giuramento di fedeltà da un certo Guglielmo (Guillelmus Ugonis filius qui fuit Sancia femina).
Suo zio, Bernardo II, morì verso il 1100, senza discendenza, e Bernardo III rimase al governo della contea da solo.
Bernardo III (Bernardus comes Bisuldensis), secondo la Histoire générale de Languedoc avec des notes et les pièces justificatives, tome V, negli anni a seguire fece due donazioni:
- nel 1102, come da documento n° 413.I,[14] e
- nel 1106, come da documento n° 426.[15]

Nel 1107, Bernardo III prese moglie che gli portò in dote la contea di Osona.

Sempre in quell'anno, Bernardo III (Bernardus Dei gratia Bisuldunensis comes), fece un patto con suo suocero, il conte Raimondo Berengario III di Barcellona (Raymunde Berengarii Barchinonensis comes ac marchio): se Bernardo III fosse morto senza discendenza legittima (filium masculum non habuero ex dotata conjuge), tutti i suoi domini (omnem honorem meum) sarebbero passate a Raimondo Berengario III, come conferma il documento n° CCCXXXVIII della Marca Hispanica sive Limes Hispanicus.
Bernardo III morì quattro anni dopo senza aver avuto discendenza; il Chronicon alterum Rivipullense conferma la morte di Bernardo, nel 1111 (1111....Ob. Bernardus comes Bisul.).

Con la morte di Bernardo III, senza discendenza, tutti i suoi domini vennero incorporati nella contea di Barcellona.

## Matrimonio e discendenza
Nel 1107, come conferma il documento n° CCCXXXVII della Marca Hispanica sive Limes Hispanicus, Bernardo III (Bernarde Bisuldunensis comes) aveva sposato Jimena o Maria di Barcellona (filiam meam prolem Mariæ Ruderici) ( † dopo il 1136), figlia del conte di Barcellona, Gerona e Osona, conte di Provenza, e conte di Cerdagna, Raimondo Berengario III e della prima moglie (come conferma lo storico spagnolo, Rafael Altamira y Crevea), come sostiene lo storico spagnolo, Pròsper de Bofarull, Maria Díaz de Vivar (ca. 1081-1105), seconda figlia del Cid Campeador e della cugina del re di León e Castiglia, Alfonso VI, doña Jimena, figlia del conte di Oviedo e delle Asturie Diego Fernández e della contessa Cristina Fernández.

Dopo essere rimasta vedova, Jimena o Maria, nel 1117 circa, aveva sposato il conte Ruggero III di Foix ( † 1148 circa), come viene ricordato nel testamento di Raimondo Berengario III di Barcellona (non consultato) e come conferma anche la Chroniques romanes des comtes de Foix.

Bernardo da Jimena non ebbe figli.

### Fonti primarie
- (LA)  Viage literario a las iglesias de España. Tomo 5.
- (LA)  Rerum Gallicarum et Francicarum Scriptores, Tomus XI.
- (LA)  Colección diplomática del Condado de Besalú, tomus XV.
- (LA)  Marca Hispanica sive Limes Hispanicus.
- (LA)  Histoire générale de Languedoc avec des notes et les pièces justificatives, tome V.
- (OC, FR)  Chroniques romanes des comtes de Foix.

### Letteratura storiografica
- Rafael Altamira, La Spagna (1031-1248), in «Storia del mondo medievale», vol. V, 1999, pp. 865–896